# هانری سزار
هانری سزار (انگلیسی: Henri Caesar; 1۷۹۱ – ۱۸۳۰ (۳۸−۳۹ سال)) که با نام سزار سیاه نیز شناخته می‌شود، یک انقلابی و یک راهزن دریایی افسانه‌ای قرن نوزدهم اهل هائیتی بود. تلاش‌ها برای یافتن شواهد تاریخی از وجود او ناموفق بوده‌است. بر اساس برخی داستان‌ها، او یکی از شرکت کنندگان در انقلاب هائیتی تحت رهبری دوتی بوکمن و توسان لوورتور و همچنین برای یک دوره ۳۰ ساله در اوایل قرن ۱۹ در راهزنی دریایی فعال بود.
در بعضی متون هانری سزار با یک دزد دریایی واقعی اشتباه گرفته شده‌است که او نیز به سزار سیاه معروف بود و در اوایل دهه ۱۷۰۰ از فلوریدا کیز عمل می‌کرد تا اینکه در سال ۱۷۱۸ در ویلیامزبرگ ویرجینیا دستگیر و به دار آویخته شد.

## زندگی‌نامه
هانری سزار ظاهراً در خانواده‌ای برده به دنیا آمد که توسط مالک مزرعه فرانسوی معروف به آرنات نگهداری می‌شد. او ابتدا به عنوان یک نوکر خانگی در املاک کار می‌کرد و در جوانی در کارخانه چوب‌بری مشغول بود. ناظر کار با او بدرفتاری می‌کرد که بعداً در جریان شورش بردگان، آن ناظر را کشت و او را با اره شکنجه کرد. او با پیوستن به نیروهای شورشی به رهبری دوتی بوکمن و توسان لوورتور، تا زمان استقلال هائیتی از فرانسه در سال ۱۸۰۴، در کنار انقلاب باقی ماند، و بعد از آن تلاش کرد تا شانس خود را در دریا امتحان کند. او که در پورت-دو-په مستقر بود، در سال ۱۸۰۵ یک کشتی اسپانیایی را تصرف کرد و چندی بعد از پایگاه خود در فلوریدای اسپانیا به روستاهای کوچک و کشتی‌های تنها در نزدیکی کوبا و باهاما حمله کرد. او که نام سزار سیاه را برگزید، در دوران فعالیت راهزنی دریایی خود قبل از ناپدید شدنش در سال ۱۸۳۰ بسیار موفق بود.